# Älinağılar
Älinağılar (azerbajdzjanska: Əlinağılar) är en ort i Azerbajdzjan. Den ligger i distriktet Gädäbäy rajon, i den västra delen av landet, 400 kilometer väster om huvudstaden Baku. Älinağılar ligger 1 395 meter över havet och antalet invånare är 1 320.
Terrängen runt Älinağılar är kuperad åt nordost, men åt sydväst är den bergig. Älinağılar ligger nere i en dal. Närmaste större samhälle är distriktshuvudorten Gädäbäy, 10,9 kilometer nordost om Älinağılar. 
Omgivningarna runt Älinağılar är en mosaik av jordbruksmark och naturlig växtlighet. Runt Älinağılar är det ganska tätbefolkat, med 70 invånare per kvadratkilometer.